# Vic Armstrong
Victor Monroe Armstrong (* 5. Oktober 1946 in Farnham Common, Buckinghamshire, England) ist ein britischer Stuntman, der heute vor allem als Regieassistent, Second Unit Director oder Stunt- und Actionkoordinator arbeitet. Er ist ebenfalls als Regisseur tätig.

## Leben
Victor „Vic“ Armstrong wurde 1946 in Farnham Common geboren, nur sieben Kilometer von den britischen Pinewood Studios entfernt, in denen er später häufig als Stunt-Spezialist tätig war. Sein Vater war Robert Armstrong, ein erfahrener Reiter und Pferdespezialist, der als Hufschmied des britischen Olympiateams zwischen 1948 und 1964 an fünf Olympiaden beteiligt war. Vic Armstrong kam erstmals mit dem Filmbusiness in Berührung, als sein Vater in den 1950er Jahren als Hufschmied für Richard Todd arbeitete, zu dieser Zeit einer populärsten Schauspieler Großbritanniens.
Armstrong verließ die Schule im Alter von 14 Jahren, um als Jockey zu arbeiten. Über den Pferdesport knüpfte er Kontakte zur Filmindustrie und wurde 1966 für Arabeske von Stanley Donen als Reiterdouble engagiert. Er etablierte sich schnell als Stuntman und war ab 1967 unter anderem für mehrere James-Bond-Filme tätig. Beispielsweise gehörte er zu den Ninja-Kämpfern, die sich in James Bond 007 – Man lebt nur zweimal (1967) in den Vulkankrater abseilen. Armstrong doubelte mehrere Bond-Darsteller und war bis 2002 an sieben Bond-Filmen als Stuntman oder Stunt Coordinator beteiligt.
Bereits 1968 hatte er für den Film Im Visier des Falken von Joseph Losey seine Arbeit als Stunt Coordinator begonnen. Dieser Aufgabe folgten weitere Tätigkeiten hinter der Kamera, so für Die Brücke von Arnheim von Richard Attenborough und die Superman-Filme. Er war auch an bekannten Filmen wie American Werewolf, Rambo III, Starship Troopers, 3 Engel für Charlie oder Mission: Impossible III beteiligt.
Armstrong arbeitete jahrzehntelang als Double für berühmte Schauspieler, unter anderem für Malcolm McDowell, Michael York, George C. Scott, Timothy Dalton, Sean Connery, Gregory Peck, Jon Voight, Donald Sutherland, Roger Moore, Richard Harris, Christopher Reeve, Ryan O’Neal oder Harrison Ford. Letzteren doubelte er bei den drei Indiana-Jones-Filmen der 1980er Jahre. Armstrong hatte eine große Ähnlichkeit mit Ford und spielte zahlreiche Actionszenen in Indiana Jones und der Tempel des Todes, als der Darsteller wegen einer Rückenverletzung bei den Dreharbeiten wochenlang ausfiel. In Indiana Jones und der letzte Kreuzzug (1989) führte Armstrong unter anderem den riskanten Hechtsprung von dem galoppierenden Pferd auf den dahinrasenden Panzer aus. Nach diesem Film zog er sich von der Arbeit als Stuntman zurück und war fast nur noch als Stunt Coordinator tätig.
Vic Armstrong ist neben George Lucas der Einzige, der an allen drei „Indy-Filmen“ und der darauf basierenden Fernsehserie beteiligt war. Bei Die Abenteuer des jungen Indiana Jones, für die er die Auftaktfolge der zweiten Staffel inszenierte, absolvierte er sein Regiedebüt. Ebenfalls Regie führte er bei dem Film Barett – Das Gesetz der Rache (1993) mit Dolph Lundgren und George Segal. Er inszenierte auch die Anfangsszene von Terminator 2 – Tag der Abrechnung. 2014 folgte die Literaturverfilmung Left Behind, bei der Nicolas Cage die Hauptrolle übernahm.
Er ist verheiratet mit Wendy Leech, die als Stuntfrau arbeitet und die er bei den Dreharbeiten zu Superman (1978) kennenlernte. Die beiden haben drei Kinder, die ebenfalls im Filmgeschäft tätig sind. Vic Armstrong war bislang an rund 120 Filmen oder TV-Produktionen als Stuntman oder Stunt Coordinator beteiligt (Stand 2016) und gilt allgemein als einer der profiliertesten Spezialisten in diesem Gewerbe.

## Filmografie (Auswahl)
Stunts oder Stuntkoordination
- 1966: Arabeske
- 1967: James Bond 007 – Man lebt nur zweimal
- 1968: Tschitti Tschitti Bäng Bäng
- 1969: James Bond 007 – Im Geheimdienst Ihrer Majestät
- 1970: Ryans Tochter
- 1973: James Bond 007 – Leben und sterben lassen
- 1977: Die Brücke von Arnheim
- 1978: Superman
- 1979: Die Bäreninsel in der Hölle der Arktis

Regie
- 1993: Barett – Das Gesetz der Rache
- 2014: Left Behind
- 2016: Sunday Horse – Ein Bund fürs Leben (A Sunday Horse)

## Auszeichnungen
- Bei den Oscars 2001 wurde ihm der Technical Achievement Award für die Entwicklung einer Seilapparatur verliehen, die Stuntmen ermöglicht, nach einem freien Fall sicher zu Boden zu gelangen.
- 2002 erhielt er bei den BAFTA Awards den Michael Balcon Award für seinen Beitrag für die britische Filmindustrie.
- Bei den Taurus Awards 2005 wurde ihm der Lifetime Achievement Award verliehen. Bei den Taurus Awards 2001 und 2003 war er zudem in der Kategorie Beste Stuntkoordination für 3 Engel für Charlie (2001) und für Gangs of New York (2003) nominiert.